# William G. Morgan
William George Morgan (ur. 23 stycznia 1870 w Lockport, zm. 27 grudnia 1942) – amerykański nauczyciel ze szkoły w miejscowości Holyoke w stanie Massachusetts. Twórca siatkówki (1895).